# Pamela Rabe
Pamela Rabe (née le 30 avril 1959 à Oakville (Ontario)) est une actrice canado-australienne.

## Biographie
Le film Le Puits dans lequel elle joue le rôle principal est en compétition au Festival de Cannes 1997.
En 2012, elle devient directrice artistique du Melbourne Theatre Company avec Robyn Nevin et Aidan Fennessy

## Filmographie choisie

### Cinéma
- 1989 : Against the Innocent
- 1994 : Sirènes : Rose Lindsay
- 1995 : Vacant Possession : Tessa
- 1996 : Cosi de Mark Joffe : Ruth
- 1996 : Lust and Revenge
- 1997 : Paradise Road : Mrs. Tippler
- 1997 : Le Puits : Hester
- 2004 : The Boy Who Feeds Cats : narratrice
- 2013 : Les Femmes de Visegrad : Mum
- 2015 : 	Symphony of the Wild

### Télévision

#### Séries télévisées
- 1987 : Nancy Wake
- 1990 : À cœur ouvert : Marnie Rose
- 1992 : Les Orphelins de Liverpool : Mrs Lang
- 1993 : Seven Deadly Sins avec Hugo Weaving : Greed
- 1995 : Océane : Commander Byrne
- 1996 : Mercury avec Geoffrey Rush : Claire Banister
- 1996 : The Bite avec Hugo Weaving, Lesley Manville
- 2001 : Stingers : Eve Reisner
- 2003 : Nos vies secrètes : Luciana
- 2003 : CrashBurn : Andy
- 2005 : Alice contre-attaque : Mrs. Rocacelli
- 2014-2021 : Wentworth : Joan Ferguson
- 2017 : Fucking Adelaide de Sophie Hyde, avec Tilda Cobham-Hervey, Kate Box : Maude
- 2019 : The Hunting : Principal De Rossi
- 2021 : Rosehaven : Margaret
- 2021 : Wentworth Unlocked : invitée
- 2023 : Deadloch : Margaret Carruthers
- 2023 : Bay of Fires

#### Téléfilms
- 1985 : A Single Life : Margaret Bennett

## Récompenses
- Green Room Awards 1988 : meilleure actrice
- Australian Academy of Cinema and Television Arts Awards 1997 : meilleure actrice
- Festival international du film de Stockholm 1997 : meilleure actrice
- Green Room Awards 2011 : meilleure actrice
- Australian Academy of Cinema and Television Arts Awards 2015 : meilleure actrice de télévision[1]